# Eversmannia
Eversmannia là một chi thực vật có hoa trong họ Đậu. Nó thuộc phân họ Faboideae.